# Clionella lobatopsis
Clionella lobatopsis é uma espécie de gastrópode do gênero Clionella, pertencente a família Clavatulidae.